# Cordura
Cordura foi registrada como nome de um tecido certificado (Nylon), a partir de um tecido fabricado pela DuPont. Hoje, é o nome registado do Nylon-6.6 de alta performance, produto fabricado pela Invista (uma filial da divisão Koch Industries, Inc). É usado numa vasta gama de produtos desde bagagem e mochilas, botas, vestuário militar (tais como bainhas para facas tácticas e bolsas para munições), até vestuário de alta performance.
Foi concebido para ser de longa duração e resistente à abrasão, cortes e rasgões.
A DuPont introduziu o tecido originalmente como um tipo de raiom. O produto foi desenvolvido durante a II Guerra Mundial e utilizado em pneus militares. A partir de 1966, novas fórmulas de nylon provaram serem superiores à Cordura, sendo assim, o nome Cordura acabou sendo transferido e utilizado em produtos feitos de nylon.

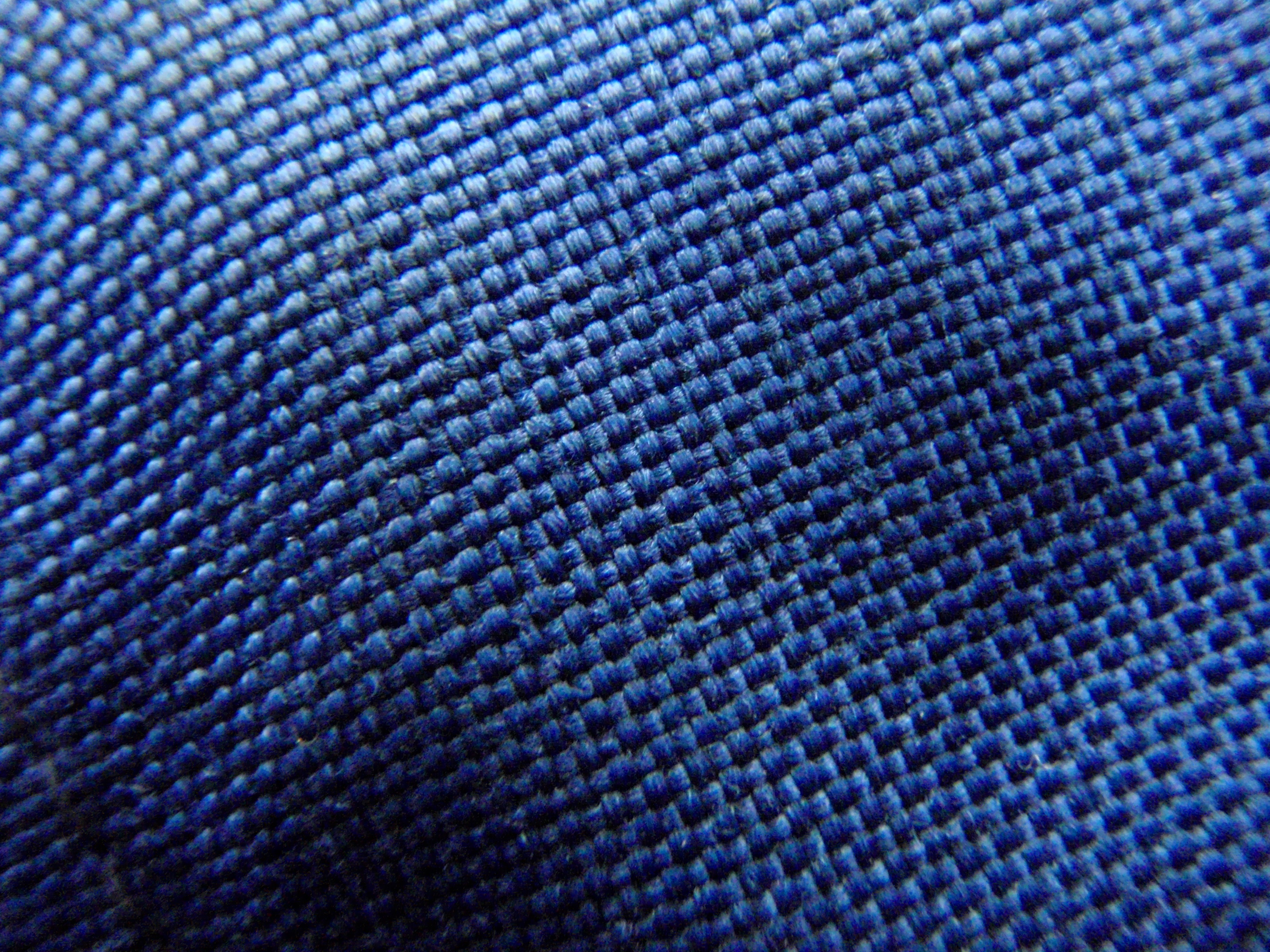
Tecido de Cordura®.

A Cordura tem continuado a ser desenvolvida como marca pela Invista com novos produtos aplicados a uma crescente gama de itens, tais como: 
- Bagagem
- Vestuário de moto
- Em qualquer produto em que a resistência à abrasão seja importante
- Equipamentos desportivos e recreativos